# 多環無稜海龍
多環無稜海龍（学名：Lissocampus caudalis）为輻鰭魚綱棘背魚目海龍魚科的其中一種，分布於東印度洋的澳洲海域，棲息深度37-212公尺，體長可達10公分，棲息在岩石底質水域，卵胎生。